# Честноков, Владимир Иванович
Владимир Иванович Честноко́в (30 марта (12 апреля) 1904, Санкт-Петербург — 15 мая 1968, Ленинград) — советский, российский актёр театра и кино, театральный педагог. Народный артист СССР (1960). Лауреат Сталинской премии первой степени (1950) и Государственной премии СССР (1967).

## Биография
Родился в Санкт-Петербурге.
Театральное образование получил в 1920-х годах в Вольной студии Е. П. Карпова и в Школе русской драмы при Александринском театре, которую окончил в 1924 году.
С 1924 года — актёр Театра-студии при Ленинградском театре драмы им. А. С. Пушкина (ныне Александринский театр), в 1928 году был принят в труппу этого театра, где служил до 1936 года.
В 1937 году — актёр Ростовского театра драмы им. М. Горького. В 1937—1953 годах служил в театрах Ленинграда: Театре им. Ленинского комсомола (ныне Театр «Балтийский дом») (1937—1942), Драматическом театре Балтийского флота (1942—1945), Драматическом театре (с 1959 — имени В. Ф. Комиссаржевской) (1946—1953).
В 1954 году вернулся в ЛАТД имени А. С. Пушкина, с 1966 года был его художественным руководителем.
Был признанным исполнителем роли В. И. Ленина во многих постановках советского времени.
В 1949—1953 годах преподавал в Ленинградском театральном институте имени А. Н. Островского (ныне — Российский государственный институт сценических искусств).

Могила Честнокова на Литераторских мостках в Санкт-Петербурге.

В кинематографе дебютировал в 1938 году в роли доктора Гельпаха в фильме «Профессор Мамлок»; снялся более чем в 20 фильмах, среди образов, созданных на экране, — Николай Чернышевский, Николай Некрасов, Фёдор Достоевский.
Автор книги «Как я работал над образом Ленина» (Л., М., 1960).
Член ВКП(б) с 1941 года.
Умер 15 мая 1968 года в Ленинграде . Похоронен на Литераторских мостках Волковского кладбища.

### Семья
- Старший брат — Семён Иванович Чесноков (на памятнике написано «Честноков») (1901—1945), комедийный актёр Вольного театра, Ленинградского мюзик-холла под руководством Леонида Утёсова. Второй муж актрисы, народной артистки РСФСР (1970) Гликерии Богдановой-Чесноковой. Умер сразу после победы в 1945 году в Ленинграде от последствий блокады.
  - Племянница — Ольга (1940—1944). Умерла от голода во время блокады Ленинграда. Дочь — Честнокова Людмила Владимировна (1929—2021), заслуженный деятель искусств ЧИАССР, актриса, театральный педагог (ЛГИТМиК), Сын — Честноков Владимир Владимирович, (1945), кандидат технических наук, до 1991 г. работал главным инженером ЛФЦНИИ «ЦЕНТР», с 1991 г. — генеральный директор совместных предприятий и проектных организаций в области строительства. Внучки — Честнокова Галина Владимировна (1954—2015) — театральный педагог (ЛГИИТМиК), Честнокова Ольга Владимировна (1966), Честнокова Екатерина Владимировна (1973), Честнокова Евгения Владимировна (1973).
- Жена — Евгения Владимировна Аскинази, актриса.

## Творчество

### Театральные работы
Театр-студия при Ленинградском театре драмы им. А. С. Пушкина
- 1924 — «Волчьи души» по Дж. Лондону — Сакари
- 1925 — «Яд» А. В. Луначарского — Борис Воронин
- 1927 — «Ревизор» Н. В. Гоголя — Коробкин и почтмейстер Иван Кузьмич Шпекин
- 1927 — «Елена Топилина» Д. А. Щеглова — Авксентьев

ЛАТД имени А. С. Пушкина
- 1928 — «Соломенная шляпка» Э. Лабиша — Фадинар
- 1928 — «Мятеж» Д. А. Фурманова и С. Поливанова — Дмитрий Фурманов
- 1929 — «Бурелом» В. Маляревского — Григорий Дурной
- 1930 — «Командарм-2» И. Л. Сельвинского — Поэт и Блаженин
- 1930 — «Чудак» А. Н. Афиногенова — Волгин
- 1930 — «1905 год» («Баррикады») Ю. В. Соболева и В. А. Подгорного — Студент
- 1931 — «Робеспьер» Ф. Ф. Раскольникова — Ж.-Л. Давид
- 1931 — «Страх» А. Н. Афиногенова — Кастальский
- 1931 — «Светите, звёзды!» И. К. Микитенко — Антонио
- 1932 — «Маскарад» М. Ю. Лермонтова — Чиновник
- 1933 — «На всякого мудреца довольно простоты» А. Н. Островского — Егор Васильевич Купчаев
- 1933 — «Суд» В. М. Киршона — Эрих
- 1934 — «Западня» Э. Золя —Лантье
- 1934 — «Вершины счастья» Дж. Дос Пассоса —Фрэнк Стид
- 1935 — «Мольба о жизни» Ж. Деваля — Виктор Гатье
- 1935 — «Чудесный сплав» В. М. Киршона — Олег
- 1935 — «Пётр I» по А. Н. Толстому — крестьянин Воробей
- 1935 — «Борис Годунов» А. С. Пушкина
- 1936 — «Слава» В. М. Гусева — Николай Маяк
- 1936 — «Маленькие трагедии» А. С. Пушкина — Моцарт
- 1936 — «Бегство» Д. А. Щеглова — Лунц
- 1954 — «Сомов и другие» М. Горького — Яропегов
- 1955 — «Заговор Фиеско в Генуе» Ф. Шиллера — Фиеско
- 1956 — «Второе дыхание» А. А. Крона — Левин
- 1956 — «Игрок» по Ф. М. Достоевскому — Алексей Иванович
- 1957 — «Осенний сад» Л. Хеллман — Кроссмен
- 1957 — «Грозовой год» А. Я. Каплера — В. И. Ленин
- 1957 — «Город славы» (спектакль-концерт) — В. И. Ленин и А. С. Пушкин
- 1958 — «Бег» М. А. Булгакова — Сергей Павлович Голубков
- 1959 — «Смерть коммивояжёра» А. Миллера — Биф
- 1959 — «Двенадцатый час» А. Н. Арбузова — Дор
- 1960 — «Цветы живые» Н. Ф. Погодина — В. И. Ленин
- 1960 — «Изюминка на солнце» Л. Хэнсберри — Уолтер Ли
- 1961 — «По московскому времени» Л. Г. Зорина — Ларин
- 1961 — «Друзья и годы» Л. Г. Зорина — Матвей Михайлович Печерский
- 1961 — «Суровое счастье» В. М. Михайлова — В. И. Ленин
- 1962 — «Маленькие трагедии» А. С. Пушкина — Моцарт
- 1963 — «Чудеса в гостиной» Дж. Г. Лоусона — Мэтью Мертон
- 1964 — «Встреча» Ж. Робера — Рено Пикар
- 1965 — «Между ливнями» А. П. Штейна — В. И. Ленин
- 1966 — «Бидерман и поджигатели» М. Фриша — Айзенринг

Театр имени Ленинского комсомола
- 1937 — «Очная ставка» Л. Р. Шейнина — Кочин
- 1937 — «Враги» М. Горького — Яков Бардин
- 1937 — «Земля» Н. Е. Вирты — Сафиров
- 1938 — «Без вины виноватые» А. Н. Островского — Григорий Незнамов
- 1939 — «Генеральный консул» братьев Тур и Л. Р. Шейнина — Гоглидзе
- 1939 — «Заговор» Н. Е. Вирты — Иван Мартынов
- 1941 — «Золотой мальчик» К. Одетса — Джо Бонапарте
- 1941 — «Сирано де Бержерак» Э. Ростана — Сирано де Бержерак
- 1941 — «Крушение» Д. Ф. Слепян — Гартнер

Драматический театр Балтийского флота
- 1942 — «Русские люди» К. М. Симонова — Иван Никитич Сафонов
- 1942 — «Фронт» А. Е. Корнейчука — Огнев
- 1943 — «Офицер флота» А. А. Крона — капитан-лейтенант Виктор Иванович Горбунов
- 1943 — «У стен Ленинграда» В. В. Вишневского — Сибирцев
- 1944 — «Добро пожаловать!» З. М. Аграненко — Катков
- 1945 — «Парусиновый портфель» М. М. Зощенко — Баркасов

Театр имени В. Ф. Комиссаржевской
- 1947 — «Навстречу жизни» («В наши дни») А. Успенкого и В. Мойковского — Лапин
- 1947 — «Дни и ночи» К. М. Симонова — Александр Николаевич Сабуров
- 1947 — «Мера за меру» А. А. Сурова — Телегин
- 1948 — «Счастье» П. А. Павленко и С. А. Радзинского — Васютин
- 1948 — «Глубокие корни» Дж. Гоу и А. д’Юссо — Брэт Чарльз
- 1948 — «Дон Сезар де Базан» Ф. Дюмануара и А. Дэннери — Дон Сезар де Базан (Ленинградский драматический театр)
- 1949 — «Александр Пушкин» Д. Дэля — А. С. Пушкин
- 1950 — «Студент третьего курса» А. Бородиной и А. Давидсона — Андрей Рудаков
- 1951 — «Битва за жизнь» М. Г. Волиной и Е. М. Шатровой — Гильом Ферма
- 1951 — «Тридцать сребренников» Г. Фаста — Фуллер
- 1953 — «Откровенный разговор» Л. Г. Зорина — Кругляков

### Фильмография
- 1938 — Профессор Мамлок — доктор Гельпах, фашист
- 1939 — Четвёртый перископ — Григорий Крайнев, командир подводной лодки «Спрут»
- 1940 — Разгром Юденича — Люденквист
- 1941 — Отец и сын — Сергей
- 1942 — Варежки (короткометражный) — Федя Дорожкин
- 1944 — Морской батальон — командующий флотом
- 1947 — Пирогов — Фёдор Иванович Ипатов, профессор
- 1949 — Академик Иван Павлов — Лев Захарович Забелин
- 1949 — Александр Попов — Любославский
- 1951 — Белинский — Н. А. Некрасов
- 1951 — Тарас Шевченко — Н. Г. Чернышевский
- 1955 — Овод — Доминикино
- 1957 — Дон Сезар де Базан — Дон Сезар де Базан, муж Маританы, граф де Гарофа
- 1958 — Его время придёт — Ф. М. Достоевский
- 1958 — В дни Октября — В. И. Ленин
- 1960 — Люблю тебя, жизнь! — Павел Николаевич Топилин
- 1961 — Самые первые — Андрей Николаевич Аркадьев, академик
- 1962 — 713-й просит посадку — Рихард Гюнтер / Филипп Дюбуа из Гааги, доктор
- 1964 — Казнены на рассвете — Д. И. Менделеев
- 1964 — Чайка (фильм-спектакль) — Дорн
- 1966 — Маленькие трагедии (фильм № 3 «Моцарт и Сальери») (фильм-спектакль) — В. А. Моцарт
- 1967 — Зелёная карета — И. И. Сосницкий
- 1967 — Первороссияне — В. И. Ленин

Озвучивание
- 1955 — Мокрые спины
- 1956 — Зарево над Кладно — Тондо (роль Й. Бека)

## Звания и награды
- заслуженный артист РСФСР (1939)
- народный артист РСФСР (1953)
- народный артист СССР (1960)
- Сталинская премия первой степени (1950) — за исполнение роли Забелина в фильме «Академик Иван Павлов» (1949)[2]
- Государственная премия СССР (1967) — за создание образа В. И. Ленина в театре и кино
- орден Ленина (1967)
- орден Трудового Красного Знамени (1964)
- орден Красной Звезды (1943)
- медаль «За оборону Ленинграда» (1943)
- медаль «За победу над Германией в Великой Отечественной войне 1941—1945 гг.» (1945)
- медаль «За доблестный труд в Великой Отечественной войне 1941—1945 гг.»
- медаль «В память 250-летия Ленинграда»

## Память
В доме, где жил с 1944 года Вл. Честноков, по адресу Большая Конюшенная, 1 установлена мемориальная доска.